# ? (Enuff Z'nuff)
? è l'undicesimo album in studio del gruppo Enuff Z'nuff, pubblicato dalla Perris Records nel 2004.

## Tracce
1. Gorgeous
2. Home Tonight
3. Help
4. No Place Like Home
5. Harley
6. Hang on For Life
7. Man With a Woman
8. How Are You?
9. Joni Woni (Likes to Ride the Pony)
10. Stone Cold Crazy

## Formazione
- Donnie Vie – voce, chitarra ritmica, pianoforte
- Derek Frigo - chitarra solista
- Chip Z'Nuff – basso, voce, chitarra
- Vik Foxx - batteria

### Altri musicisti
- Ricky Parent – batteria
- Ashley Scott - chitarra
- Gino Martino - chitarra
- Kim Bullard - tastiere
- Bruce Breckenfield - tastiere
- Kenny Harke - batteria